# Hnědý vrch (rozhledna)
Hnědý vrch je rozhledna vystavěná na stejnojmenném vrchu, kóta 1207 m n. m., jihozápadně od Pece pod Sněžkou. Hnědý vrch je součástí Liščího hřebenu v Krkonoších, leží na jeho východním okraji .

## Historie rozhledny
Výstavba rozhledny je součástí projektu Zkvalitnění dostupnosti a rozšíření doprovodné infrastruktury turistického střediska Pec pod Sněžkou, na který byly získány finanční prostředky z EU. Objekt se nachází u horní stanice lanové dráhy Pec pod Sněžkou - Hnědý vrch. Vlastní projekt rozhledny je dílem architekta Michala Rosy. Stavbu za 15 milionů korun prováděla od září 2008 do června 2009 společnost Skanska. Slavnostní otevření proběhlo 1. července 2009. Jde o dřevěnou věž s ocelovými spojovacími prvky, vnitřním ocelovým točitým schodištěm podél centrálního dříku a třemi vyhlídkovými plošinami. Celková výška je 30,8 metrů, nejvyšší plošina je ve výšce 27 m, vede na ni 138 schodů. Pro zvýšení odolnosti proti výkyvům, způsobeným větrem, má rozhledna trojúhelníkový průřez.

## Přístup
Rozhledna leží v ochranné zóně národního parku, na hranici jeho II. zóny. V současné době k ní nevede žádná značená turistická stezka, je třeba zvolit cestu čtyřsedačkovou lanovkou, jejíž spodní stanice leží u parkoviště Zelený potok, horní stanice přímo u rozhledny, jejíž otevírací doba se řídí jízdním řádem lanovky. Přístup na rozhlednu je zdarma.

## Výhled
Z rozhledny lze spatřit vrcholy Krkonoš, jako je Luční hora, Sněžka, Studniční hora, Růžová hora, Javor či Černá hora, dále Obří důl a samozřejmě město Pec pod Sněžkou. Za příznivé viditelnosti pak by měly být vidět Orlické hory či Jeseníky a Praděd. Výhled západním směrem zakrývá Liščí hřbet.